# Joseph Bodin de Boismortier
Joseph Bodin de Boismortier, francoski baročni skladatelj, * 23. december 1689, Thionville, † 28. oktober 1755, Roissy-en-Brie.
Boismortier je bil eden prvih skladateljev, ki se je lahko preživljal samo s prodajo svojih skladb in ni potreboval mecena.

1. 1 2  data.bnf.fr: platforma za odprte podatke — 2011.
2. 1 2  Encyclopædia Britannica
3. ↑  Record #120733684 // Gemeinsame Normdatei — 2012—2016.